# Grönland im Zweiten Weltkrieg
Auch Grönland war während des Zweiten Weltkrieges Ort von militärischen Interessen. Das Königreich Dänemark stand, von seinen Kolonien abgesehen, im Zweiten Weltkrieg seit dem 9. April 1940 unter deutscher Besatzung. In dieser Zeit kam es zu Expeditionen und kleineren Kampfhandlungen in Grönland.

## Bedeutung Grönlands
Zwar war Grönland 1940 eine Region ohne viele Einwohner, bedeutende Militäranlagen oder zu erreichende Rohstoffe, doch darf die strategische Bedeutung der dänischen Kolonie als Brücke Nordamerikas zu Skandinavien und als Gebiet für Wetterstationen nicht unterschätzt werden. In seiner Eigenschaft als Region für Wettererhebungen, die für Wettervorhersagen in Europa genutzt wurden, konnte Grönland durchaus bedeutsame militärstrategische Daten liefern. Die norwegischen Truppen in Kanada waren neben Deutschland, Dänemark, Kanada, dem Vereinigten Königreich und den Vereinigten Staaten ebenfalls ein möglicher Kontrahent in dem Konflikt, zumal Norwegen noch bis 1933 Anspruch auf Grönland erhoben hatte.

## Verlauf

### Hilfesuche in Washington
Weil die britische Royal Navy Schiffe der Achsenmächte daran hinderte, nach Grönland zu gelangen, war die Kolonie auf sich allein gestellt, allerdings verhinderten die US-Amerikaner auch, dass Briten oder Kanadier einzelne Punkte des Landes besetzten, um die Neutralität Grönlands zu wahren. Diese Neutralität begründeten die dänischen Landsfogeder Grönlands, Eske Brun und Aksel Svane mit einer Notstandsklausel von 1925, die es Grönland erlaubte, sich im Kriegsfalle selbst zu regieren. Hierfür stimmten sich die Landsfogeder mit dem dänischen Gesandten in Washington, D.C., Henrik Kauffmann ab. Kauffmann hatte erkannt, dass Grönland als souveräne Nation agieren musste, wollte es US-amerikanische Hilfe bekommen, da diese, im Sinne der Monroe-Doktrin, lediglich einem neutral-unabhängigen Grönland beistehen wollte.
Im März 1941 segelte die South Greenland Survey Expedition auf der Cayuga von Boston los, um geeignete Örtlichkeiten für Wetterstationen, Luftstützpunkte und weitere militärische Infrastruktur zu finden. Die Expedition bestand aus Diplomaten sowie Heeres- und Marineoffizieren. Dabei wurden die Expeditionsmitglieder ausdrücklich instruiert, sich den Grönländern gegenüber respektvoll zu verhalten, um der deutschen Propaganda, die US-Amerikaner würden die Grönländer auslöschen, entgegenzuwirken. Am 9. April unterzeichneten deswegen Henrik Kauffmann und der US-amerikanische Außenminister Cordell Hull den Hull-Kauffmann-Vertrag, der es den Vereinigten Staaten erlaubte, Militärinfrastruktur in Grönland zu errichten. Die unter deutscher Kontrolle stehende dänische Regierung sandte weiterhin Befehle in die Kolonie, die jedoch ignoriert wurden.
Im Juni und Juli 1941 wurden die US-Streitkräfte rund um Grönland in die Greenland Patrol umgewandelt. Die Northeast Greenland Patrol bestand dabei aus der Northland, der North Star und der USS Bear.

### Die Wehrmacht tritt auf den Plan
Das Deutsche Reich zog nie ernsthaft in Erwägung, eine große militärische Offensive in Grönland zu beginnen, sondern sah die Insel im Wesentlichen als Außenposten für Wetterstationen. Gelegentlich konnten die Alliierten deutsche Flieger über Grönland sichten und die Offiziere der US-Amerikaner machten deutsche Funksender für einige alliierte Flugzeugabstürze verantwortlich. Im Frühjahr 1943 konnte die grönländische Schlittenpatrouille eine kleine Gruppe Wehrmachtssoldaten an der Ostküste beobachten und einen ihrer Offiziere gefangen nehmen. Sie gaben den Offizier in US-amerikanische Hände, und daraufhin machten sich 26 US-Kommandosoldaten mit drei dänischen Führern, 40 Schlittenhunden  und einer großen Menge Hundefutter an Bord der Northland und der North Star auf den Weg, um den deutschen Stützpunkt ausfindig zu machen und zu zerstören. Die North-Star-Expedition unter der Leitung von Kapitän Carl C. von Paulsen erreichte nur wenig und die hölzerne North Land wurde im Eis beschädigt, deswegen fuhr von Paulsen zur Reparatur nach Island und übergab seine Flagge an die Northland. Nach einer langen Patrouille entlang der Ostküste konnte diese berichten, dass die Deutschen die Schlittenstation auf Sabine Ø einzunehmen versucht hatten, jedoch US-amerikanische Bomber diese zerstört hatten und die Wehrmachtssoldaten per Flugzeug evakuiert worden waren. Die US-amerikanische Landeeinheit konnte einen deutschen Offizier gefangen nehmen, der sich als Arzt ausgab, jedoch von Kapitän von Paulsen für einen Gestapo-Agenten gehalten wurde.
Am 23. März 1943 griffen die Deutschen Eskimonæs auf Clavering Ø an. Sie brannten den Stützpunkt der Schlittenpatrouille nieder, doch diese konnte unverletzt und ohne Proviant auf den Stützpunkt auf Ella Ø fliehen. Auf ihrem Rückweg auf die Sabine-Insel wurde eine Patrouille von drei Mann durch Wehrmachtssoldaten aus dem Hinterhalt angegriffen, wobei Korporal Eli Knudsen fiel.
Im Juli 1944 ließen die US-Amerikaner Soldaten von der Northland und der Storis auf Shannon an Land gehen, um eine dort postierte deutsche Wetterstation zu zerstören. Abermals konnten die Wehrmachtssoldaten zuvor fliehen. Sie hinterließen eine Menge an Vorräten, Gastrommeln, Munition und den schwer beschädigten Trawler Coberg.
Am 1. September 1944 konnte die Northland nach einer dreistündigen Verfolgungsjagd die acht Offiziere und zwanzig Soldaten eines deutschen Trawlers gefangen nehmen. Die Deutschen hatten ihren Trawler nach zu großer Beschädigung selbst versenkt. Im Zuge der Gefangennahme übergab der ranghöchste Offizier seinen Degen dem Northland-Kapitän R. W. Butcher.
Im Herbst 1944 kamen die beiden neuen Eisbrecher der Wind-Klasse, Eastwind und Southwind, aus der Werft Gibbs and Cox zur Greenland Patrol hinzu. Die verstärkte Greenland Patrol konnte viele deutsche Soldaten und die im Eis gefangene Externsteine in ihre Gewalt bekommen. Die Externsteine war das einzige Schiff der Kriegsmarine, das die US-Amerikaner auf See erbeuten konnten. Sie sandten es nach Island. Die Externsteine wurde später in die United States Coast Guard aufgenommen. Die letzte deutsche Wetterstation, Edelweiss II, wurde von den Truppen der USCGC Eastwind am 4. Oktober 1944 eingenommen.

## Bluies
Die US-Amerikaner verwendeten im Zweiten Weltkrieg den Decknamen „Bluie“ für Grönland. Weil die US-Soldaten die Namen der grönländischen Ortschaften nicht korrekt aussprechen konnten, verwendeten sie „Bluie“ als Bezeichnung für die jeweiligen Stützpunkte.
- Bluie East One: Radio- und Wetterstation Torgilsbu am Prins Christian Sund
- Bluie East Two: Flugfeld Ikkatteq
- Bluie East Three: Radio- und Wetterstation Gurreholm am Kangertittivaq
- Bluie East Four: Radio-, Wetter- und Schlittenhundstation auf Ella Ø
- Bluie East Five: Radio- und Wetterstation Eskimonæs auf Clavering Ø
- Bluie West One: Flughafen Narsarsuaq
- Bluie West Two: Unbenutztes Flugfeld Qipisaqqu in der Bucht Alanngorsuaq
- Bluie West Three: Huff-Duff-Station auf der Insel Simiutaq
- Bluie West Four: Radio- und Wetterstation Teague Field an der Ebene Marraq am Fjord Sermilik
- Bluie West Five: Radio- und Wetterstation in Aasiaat
- Bluie West Six: Radio- und Wetterstation Thule Air Base
- Bluie West Seven: Grønnedal Naval Base in Kangilinnguit zur Verteidigung der Kryolithmine in Ivittuut
- Bluie West Eight: Sondrestrom Air Base in Kangerlussuaq
- Bluie West Nine: Radio- und Funkbake auf der Insel Simiutaq

## Nachspiel
Am 5. Mai 1945 wurde die Befreiung Dänemarks in Nuuk gefeiert. Landsfoged Eske Brun unterstellte sämtliche Einheiten wieder dem Kopenhagener Kommando und Kauffmann kehrte zurück nach Dänemark, wo der laufende Prozess wegen Hochverrates gegen ihn eingestellt wurde und die dänische Regierung seinen Vertrag mit Washington ratifizierte, der 1951 durch einen neuen Vertrag abgelöst wurde. Auch wenn Dänemark wieder die Herrschaft über Grönland erhielt, war die kurze Zeit der Selbstverwaltung mit Hilfe der US-Amerikaner ein wichtiger Schritt für grönländische Autonomiebestrebungen. Bereits 1953 war Grönland keine Kolonie mehr.
Die Schlittenpatrouille existiert als Elitetruppe der dänischen Marine immer noch.

## Künstlerische Verarbeitung
Der Thriller The Manchurian Candidate beinhaltet eine Szene, in der ein US-Veteran vom Krieg in Grönland erzählt. Der Roman Die Männer der „Arluk“ des Veteranen Sloan Wilson verarbeitet seine kriegerischen Erfahrungen in Grönland.